# Tribunal Penal Internacional para a ex-Jugoslávia
Tribunal Penal Internacional para a ex-Jugoslávia (português europeu) ou Iugoslávia (português brasileiro) (TPIJ ou TPII) foi estabelecido em cumprimento da resolução 827 do Conselho de Segurança das Nações Unidas de 25 de maio de 1993 com o objetivo de dar uma resposta às vítimas dos crimes cometidos durante as Guerras jugoslavas que ocasionou na fragmentação da antiga Jugoslávia. Em geral, crimes que violaram as Convenções de Genebra de 1949 como genocídio, crimes de guerra, e crimes contra a humanidade.

## Características
Foi elaborado para funcionar com 11 juízes, mas funciona nos dias de hoje com 25, com 16 permanentes, e admitindo 9 juízes provisórios (juízes "ad litem") (Res. do Conselho de Segurança nº 1 329/2000). O Tribunal possui caráter "ad hoc" (para o ato) abarcando apenas os fatos ocorridos desde 1º de janeiro de 1991 até a data fixada pelo Conselho de Segurança dando como pacificada a região dos Balcãs. Sua sede é localizada em Haia, Países Baixos.
Embora a Organização das Nações Unidas tenha adotado como idiomas oficiais o árabe, o chinês, o francês, o russo, o inglês e o espanhol, as “línguas de trabalho” do ICTY são as mesmas da Corte Internacional de Justiça, isto é, a inglesa e a francesa (art. 33 do Estatuto). Além do Estatuto, composto de 34 artigos, os trabalhos do ICTY (International Criminal Tribunal for the former Yugoslavia) são regulados por um conjunto de Normas que estabelecem as “Regras de Procedimento e Prova” (“Rules of Procedure and Evidence”), que vem sendo desenvolvidas e atualizadas na medida em que as novas situações vão surgindo e exigindo o aprimoramento da técnica jurídica aplicável a esse inovador sistema de Justiça Penal Internacional.
A pena máxima que pode impor é a prisão perpétua. Vários países assinaram acordos com a ONU para realizar penas privativas de liberdade. A última acusação foi publicada em 15 de março de 2004. O Tribunal pretende concluir todos os julgamentos em meados de 2011 e todos os recursos até 2013, com a exceção de Radovan Karadzic, cujo julgamento está previsto para terminar em 2012 e o recurso a ser ouvido em Fevereiro de 2014. Ratko Mladic, ex-comandante sérvio-bósnio, que teve papel fundamental no massacre de Srebrenica, sendo um dos foragidos mais procurados, foi preso na Sérvia em 26 de maio de 2011. Goran Hadžić foi acusado e entretanto capturado. Os dois últimos não se enquadram dentro da estratégia de conclusão do Tribunal.